# Today (chương trình truyền hình Hoa Kỳ)
Today (cách điệu thành TODAY), còn gọi là The Today Show, là một chương trình truyền hình tin tức và trò chuyện buổi sáng của Mỹ được phát sóng trên NBC. Chương trình lên sóng lần đầu tiên ngày 14 tháng 1 năm 1952. Đây là chương trình đầu tiên trong thể loại này của truyền hình Mỹ và thế giới, và là series truyền hình lên sóng lâu đời thứ năm tại Mỹ. Ban đầu là một chương trình dài 2 tiếng vào các ngày trong tuần, nó đã mở rộng tới các ngày Chủ Nhật (thời lượng 1 tiếng) vào năm 1987 và các ngày Thứ Bảy (thời lượng 2 tiếng) vào năm 1992. Chương trình trong tuần mở rộng thời lượng tới ba tiếng vào năm 2000, và bốn tiếng vào năm 2007.
Sự thống trị của Today không bị thách thức bởi các mạng lưới khác cho tới cuối thập niên 1980, khi Good Morning America của ABC bắt kịp. Today đoạt lại vị trí đứng đầu xếp hạng Nielsen vào tuần ngày 11 tháng 12 năm 1995, và tiếp tục giữ vị trí này trong 852 tuần liên tiếp cho tới tuần ngày 9 tháng 4 năm 2012, khi nó lại bị Good Morning America đánh bại. Today đã giữ vị trí số 2 kể từ mùa hè năm 2012, chỉ đứng sau GMA. Vào năm 2002, Today được xếp hạng thứ 17 trên danh sách 50 Chương trình TV lớn nhất mọi thời đại của TV Guide.